# Johan Ernst Heilmann (1735–1800)
Johan Ernst Heilmann, född den 29 januari 1735 i Haderslev, död den 24 november 1800, var en dansk präst. 
Heilmann blev student 1752, teologisk kandidat 1758 och reste därefter till hemmet i Aarhus, där han i fyra år predikade för stiftsprost Christian Pontoppidan under dennes sjukdom. 1762 kallades han till sognepræst i Lunde mellan Odense och Bogense. Han fick transport därifrån 1778 till Kærteminde, där han blev kvar till sin död. 